# 거제 사등성
거제 사등성(巨濟 沙等城)은 대한민국 경상남도 거제시 사등면 사등리 평지의 들판에 돌로 쌓은 성 터이다. 1426년 세종 8년 성을 쌓기 시작하여, 1448년 세종 30년에 완성하였다. 당시의 온전한 성은 최대 높이 약 3.5m, 폭은 최대 10m, 외벽의 둘레는 924m, 내벽 둘레는 876m, 성내 면적은 64,342m2이다.
1974년 2월 16일 경상남도의 기념물 제9호 사등성지로 지정되었다가, 2018년 12월 20일 거제 사등성으로 문화재 명칭이 변경되었다.
2019년 2월 현재 사등면 성내마을을 기역자 대칭(┌) 모양으로 둘러싸고 있으며, 상당 부분 정비가 진행되었다. 통영에서 거제로 이어지는 국도 제14호선 거제대로에 바로 인접해 있어서 접근성이 좋으며, 성내마을이 그 사등성벽 내부에 있고, 기성초등학교가 서문과 남문의 중간 외벽에 인접해 있다.

## 개요
사등성은 경상남도 거제시 사등면 사등리 평지의 들판에 돌로 쌓은 성으로, 둘레 986m, 높이 6.1m이다.
이 지역은 삼한시대에 변한 12개국 중 독로국의 왕성터로 추정하는 이도 있지만, 이를 뒷받침할 유물이나 문헌은 밝혀진 것이 없다.(독로국의 위치에 대해서는 경남 거제도설, 부산 동래설, 다대포설 등이 있다.)
조선왕조실록에 의하면 1271년 고려 원종 12년 왜적의 침입으로 거제도민이 진주·거창 방면으로 피난했을 때, 수월리에서 나무 울타리를 치고 생활하다가, 세종 4년에 사등리로 관아를 옮겨 성을 쌓았다고 한다. 그후 성이 좁고 물이 부족하여 고현성으로 관아를 이전하기 전까지 거제읍성으로 사용되었다.
성벽에는‘산음(山陰)’, ‘삼가(三加)’, ‘상(裳)’ 등의 글자가 새겨진 석재가 있으며, 동·서·남·북의 문터에는 성문을 보호하기 위하여 쌓은 ㄱ자 모양의 옹성이 설치되어 있다. 성벽 주변에는 인접한 들판보다 20m 폭으로 낮게 도랑(해자)을 파서 성의 수비를 강화하였다.
현재는 우물터와 건물터 기단석, 직사각형 석재로 만들어진 수구, 글자가 새겨진 성돌, 주축돌 등으로 사용된 석재, 문지공석, 성문에 이용된 것으로 추측되는 초석 등이 남아 있다.

## 갤러리

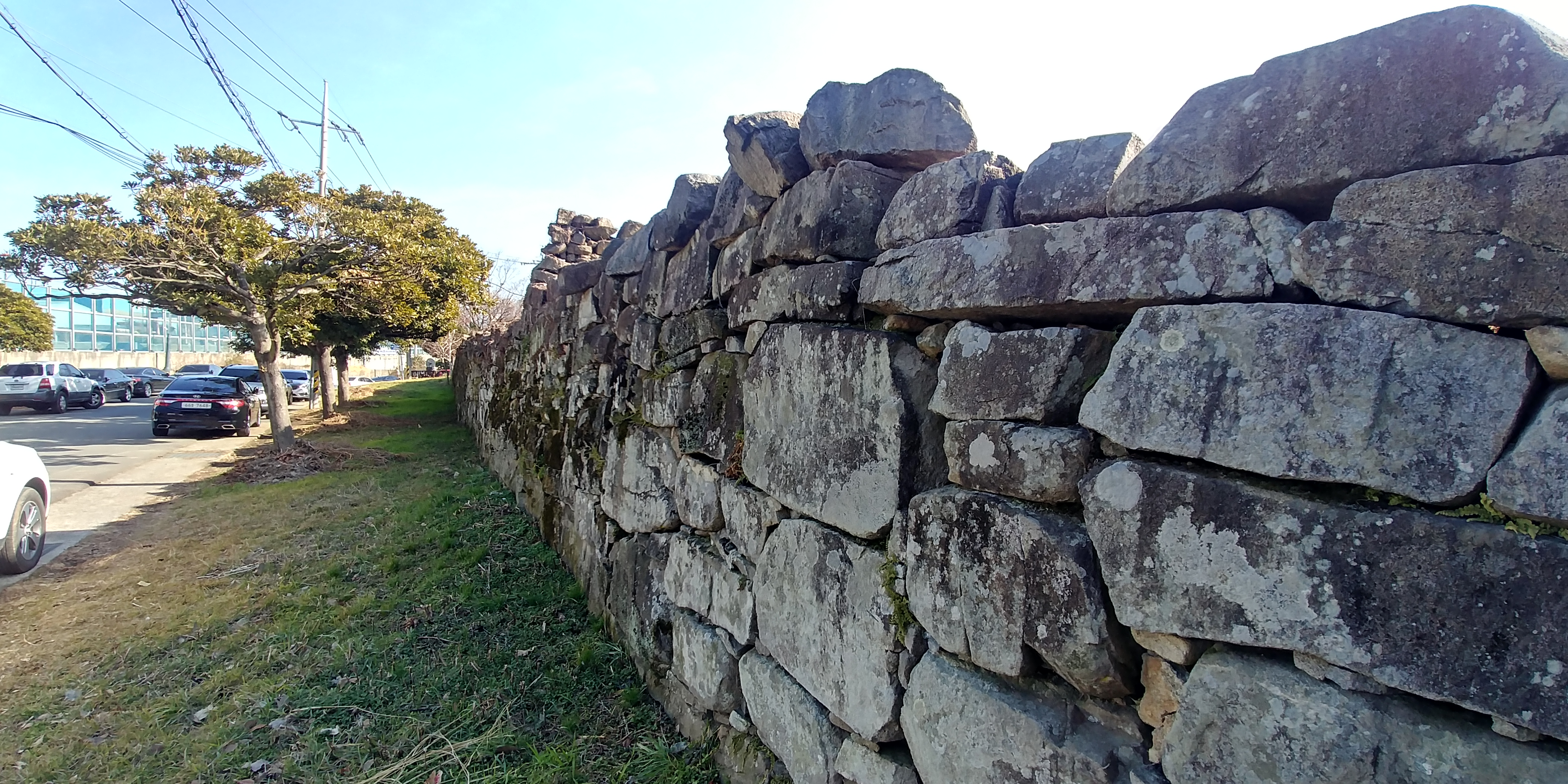
사등성터
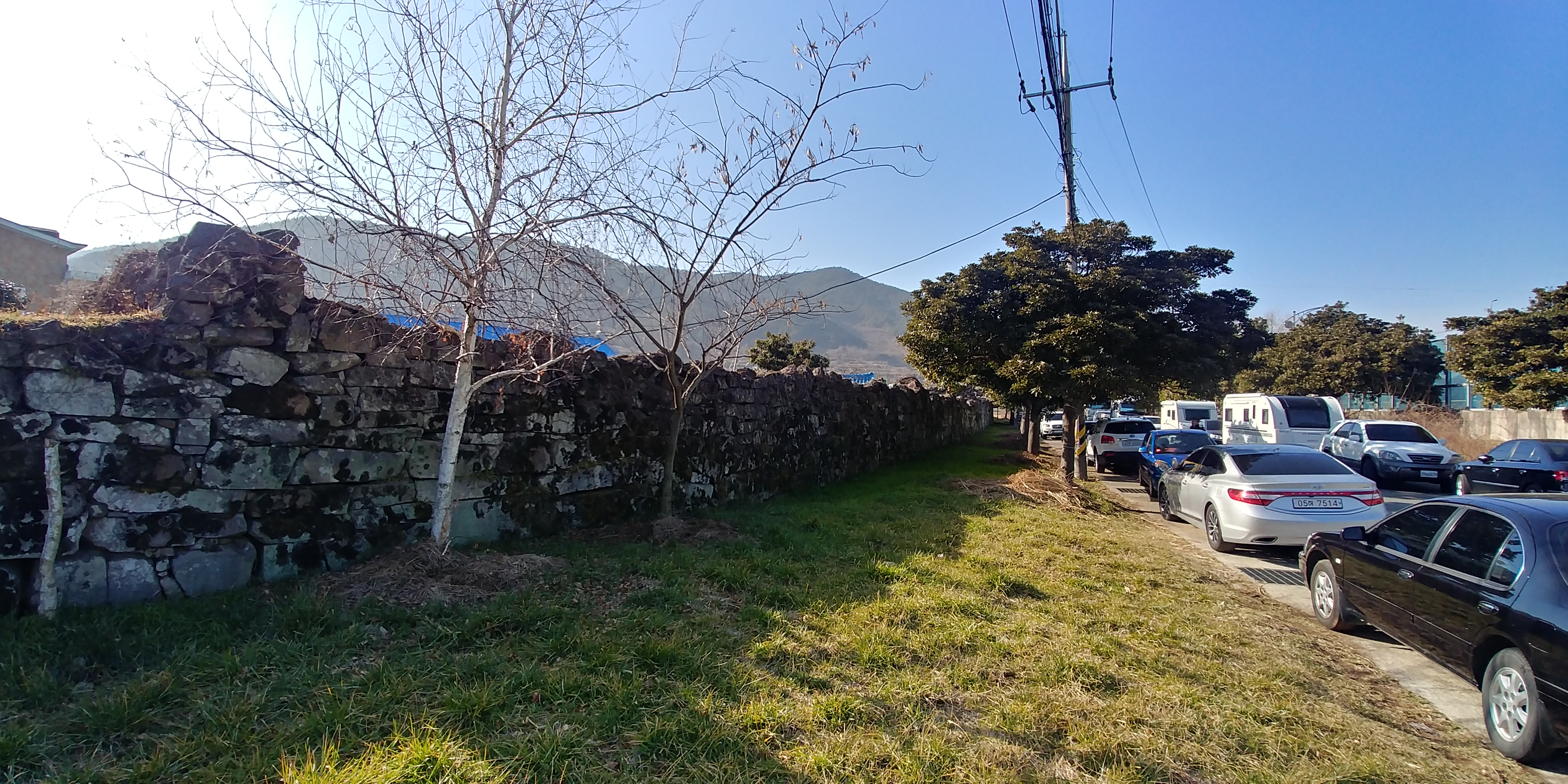
중간 부분
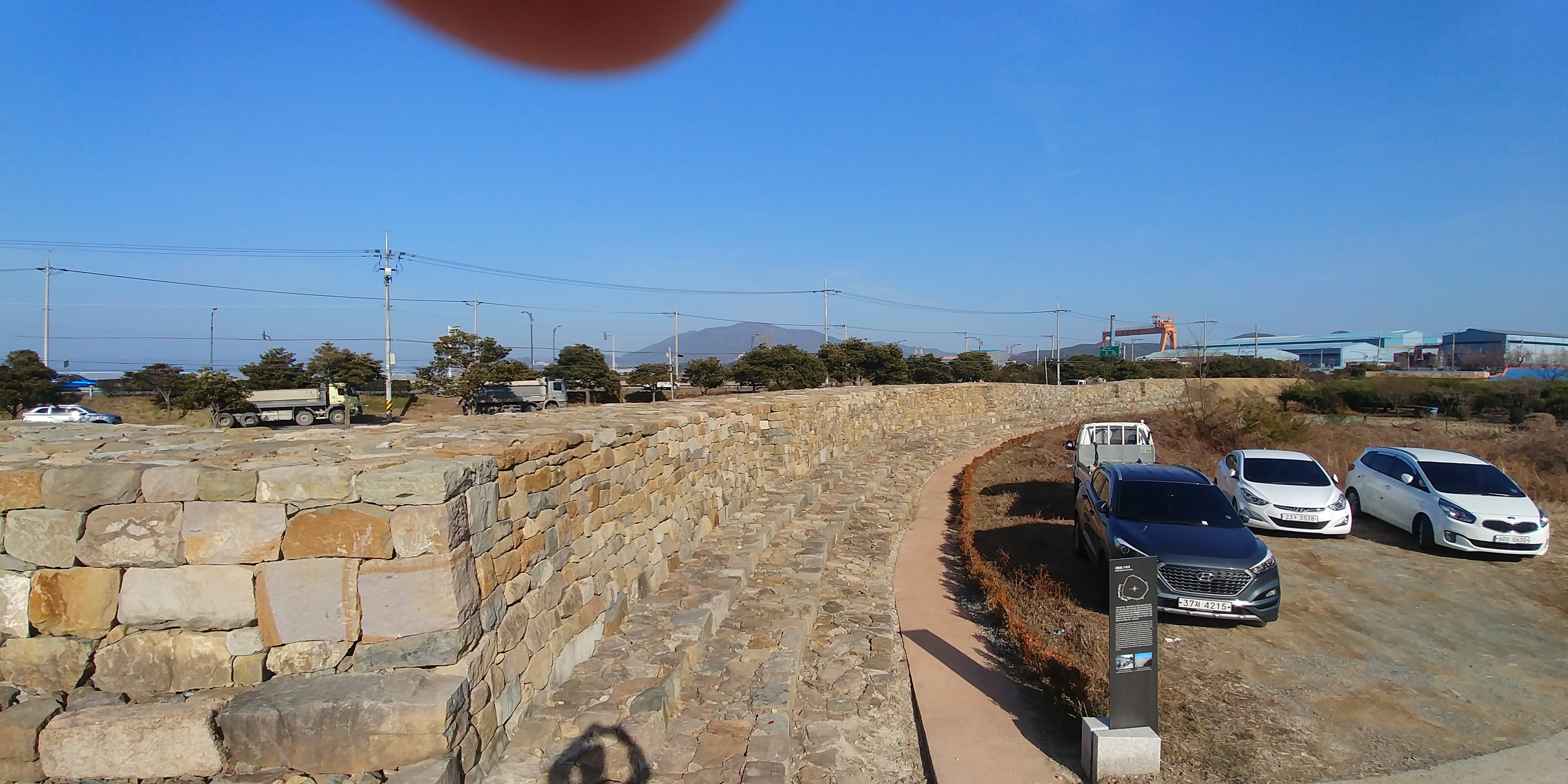
사등성터 내부
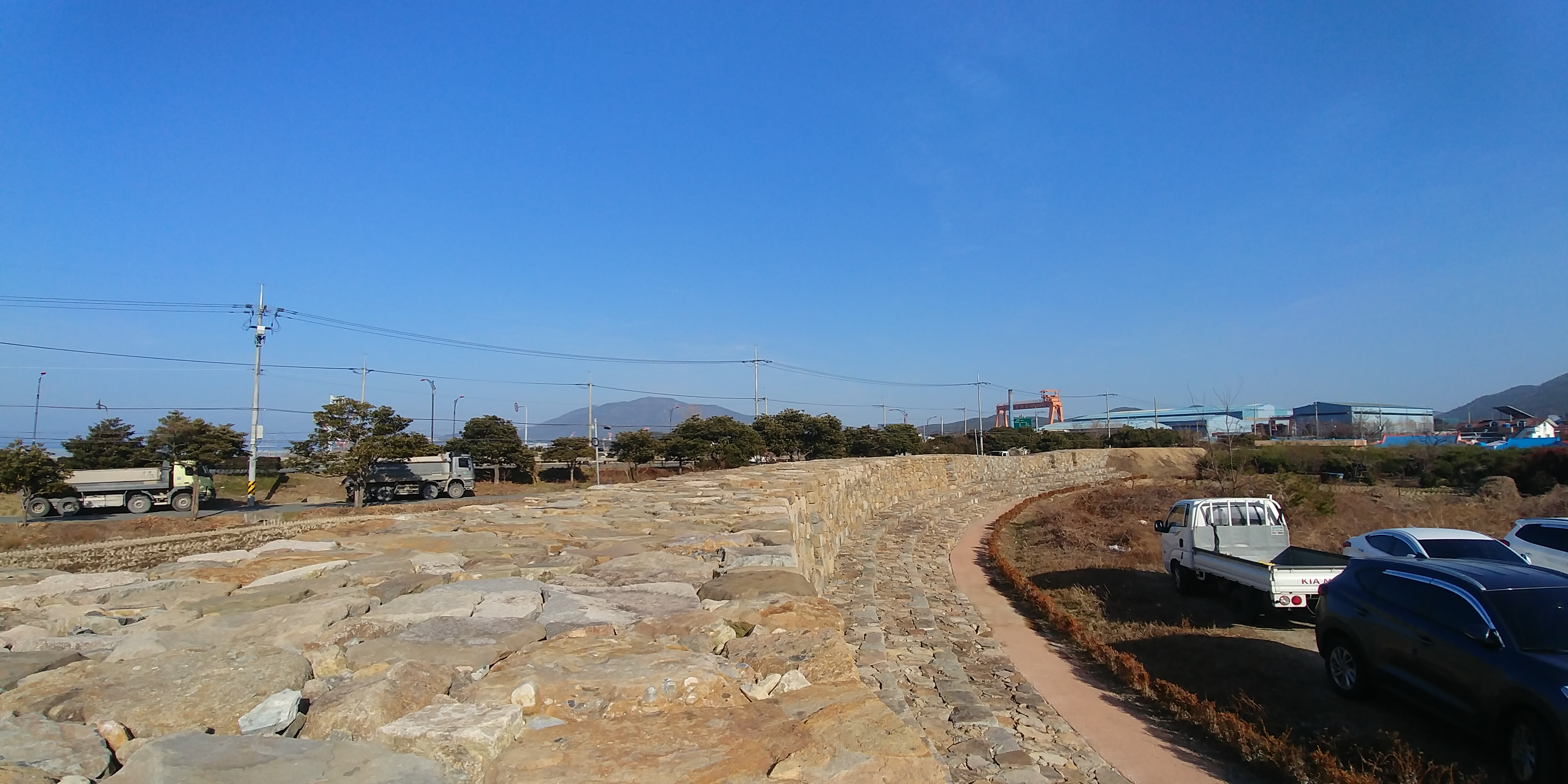
사등성터 내부2

## 참고 문헌
- 거제 사등성 - 국가유산청 국가유산포털